# Armistício de Erzinjane
O Armistício de Erzinjane terminou o conflito armado entre a Rússia e o Império Otomano na Campanha da Pérsia e na Campanha do Cáucaso e do Teatro do Oriente Médio na Primeira Guerra Mundial foi assinado pelos russos e pelo Terceiro Exército Otomano em Erzinjane em 5 de dezembro de 1917. O Armistício teve o aval do Comitê Especial Transcaucasiano. O Armistício foi seguido com o Tratado de Brest-Litovsk, em 3 de março de 1918, entre a República Socialista Federativa Soviética da Rússia e as Potências Centrais, marcando a saída da Rússia da Primeira Guerra Mundial.
Em fevereiro de 1917, a Revolução Russa de pôr termo a todas as operações militares russas anteriores. O regime soviético, que foi criado em 7 de novembro de 1917 foi ainda referido como a República Russa. Mais tarde adquiriu o nome oficial de República Socialista Federativa Soviética da Rússia. Nem os soldados russos, nem o povo russo queria continuar mais com a guerra. Antes do Armistício, as forças russas começaram a realizar saques. O Armistício foi uma necessidade para as forças russas sob o seu declínio de poder.

## Conseqüência
As forças russas retiraram dos conflitos do Cáucaso, embora algumas das forças residuais permaneceram na região. As forças otomanas não poderiam tirar partido desta situação, o Terceiro Exército na região estava em más condições. Unidades otomanas não estavam em boa forma. Além disso, as esgotadas forças caucasianas eram necessárias em lugares mais extremos e Enver Paxá moveu as cinco divisões que estavam na região por causa da grande pressão dos ingleses na Campanha do Sinai e Palestina e Campanha da Mesopotâmia.